# Јун Сеокхван
Јун Сеокхван (кореј. 윤석환, романизовано  ; Бусан, 21. јул 1995) јужнокорејски је пливач чија специјалност су трке делфин стилом.

## Спортска каријера
Прво веће такмичење на ком је наступио за репрезентацију своје земље биле су Азијске игре 2014. у корејском Инчону где је успео да се пласира у финале трке на 50 делфин, које је окончао на укупно осмом месту.
Учествовао је на светском првенству у корејском Квангџуу 2019. где се такмичио у две дисциплине — на 100 делфин је био 34, а са штафетом 4×100 мешовито укупно на 17. позицији.